# Juan Antonio Labra
Juan Antonio Labra Illanes (Santiago, 13 de enero de 1959) es un cantautor y bailarín chileno. Es uno de los mayores íconos solistas del pop latino y balada romántica de Chile de los años 1980 y parte de los 1990, logrando gran consagración en el Festival Internacional de la Canción de Viña del Mar de 1988, logrando así ser invitado a versiones posteriores del certamen musical.

## Biografía
Juan Antonio Labra Illanes debutó profesionalmente a los cuatro años de edad en el Casino de Viña del Mar con el grupo musical Los Flamingos, cuya primera voz era su padre Juan Segundo Labra Maulen; luego a los cinco años se presentó como artista invitado en el entonces Bim Bam Bum, con la canción «Miguelito» del compositor e integrante de Los Flamingos, Ernesto Vera Palacios, fue otro impacto para la época. Con una exitosa trayectoria en programas como Sábado Gigante Internacional y otros de mucha teleaudiencia. Posteriormente debutó como cantante en el programa Tres a las Tres producido por Camilo Fernández ―que en aquella ocasión lo bautizó como Garganta Biónica―, interpretó el tema «Feeling», causando gran impacto en el público. En 1980 participó en el Festival Internacional de la Canción de Viña del Mar, con la canción «Me enamoré de una soprano».
Es autor de muchos éxitos musicales como «Te quiero», «Bailarina, me haces mal», «Soy latino», «Mueve, mueve», «Niña», «Gloria», «Padre Hurtado» e «Inocencia perdida». Muchas canciones que Labra compuso fueron grabadas por otros cantantes chilenos y latinoamericanos, como Mónica De Calixto, María Jimena Pereyra y el grupo Bambú, del cual Quique Neira era su vocalista.

## Vida personal
En 2003 contrajo matrimonio con la gimnasta chilena Paula Diaz, y es padre de dos hijos.

## Discografía

### Juan Antonio Labra(1986) (RCA/Ariola Internacional Chile)
De este primer álbum, fueron single los temas «Niña», «Déjame», «Bailarina, me haces mal», «Me enamoré de una soprano» y «Joven»
- «Niña» (J.A. Labra)
- «Linda chiquita» (J.A. Labra)
- «Ven a mis brazos» (F. Navas)
- «Déjame» (J.A. Labra)
- «Verano azul» (J.A. Labra)
- «Bailarina, me haces mal» (J.A. Labra)
- «Me enamoré de una soprano» (J.A. Labra)
- «Se te olvida» (H. Penroz)
- «Adiós amor» (J.A. Labra)
- «Joven» (J.A. Labra)

Músicos
- Guitarra Eléctrica: Hector Pezoa
- Vientos: Hector Briceño y Rodrigo Miranda
- Coros: Nené Lecaros, Cristian Lecaros y Oscar Pereira
- Teclado, Percusión y arreglos: Juan Antonio Labra
- Ingeniero de grabación y mezcla: Hector Astete
- Grabado en los estudios: Sonotec, Las Condes, Santiago de Chile
- Fabricado y distribuido por:  EMI Odeon Chilena S.A.

### Soy latino(1989) (RCA/Bertelsmann Music Group BMG)
De este segundo álbum, fueron single los temas «Te quiero», «A bailar la salsa», «Soy latino», «Quiero volver a ti», «Paran pan pan» e «Identidad»
- «Te quiero» (J.A. Labra)
- «A bailar la salsa» (J.A. Labra)
- «Soy latino» (J.A. Labra/Gina)
- «Quiero volver a ti» (J.A. Labra)
- «Sexy»(J.A. Labra)
- «Paran pan pan» (De KARLO)
- «Identidad» (Juan Carlos Gil/J. Salazar)
- «Cuando vienes (Dime Cristo)» (J.A. Labra)
- «Sin ti» (J.A. Labra/Cabrera)
- «Volverás a sonreír» (J.A. Labra/Gina)

Músicos:
- Bajo: Mauricio Cortez
- Guitarra eléctrica y acustica: Tito Pezoa
- Saxofón: Alejandro Vásquez
- Trompeta: Rodrigo Miranda
- Coros: Nené Lecaros y Oscar Pereira
- Trombón: Hector Briceño
- Guitarra Acustica: Cristian Troncoso
- Teclados, Percusión y coros: Juan Antonio Labra

- Arreglos Musicales: Juan Antonio Labra
- Producción Musical: Juan Antonio Labra y Hector Astete
- Ingeniero en grabación: Juan Carlos Ruiz
- Ingeniero en grabación y mezcla: Hector Astete
- Grabado en los estudios: Sonotec, Las Condes, Santiago de Chile
- Fabricado y distribuido por: EMI Odeon Chilena S.A.

### América morena(1990) (RCA/Bertelsmann Music Group BMG)
De este tercer álbum, fueron single los temas «De aquí a la eternidad»  «Mueve mueve» Que es una versión de la canción "zouk-la sé sel medikaman nou ni" del grupo antilles Kassav ,«Ay, cosita linda!» y «América morena»
- «De aquí a la eternidad» (J.A. Labra)
- «Mueve mueve» (J.A. Labra)
- «Dame» (J.A. Labra/Gina)
- «Mal decirte» (J.A. Labra)
- «Ay, cosita linda!» (Pacho Galan)
- «América morena» (J.A. Labra/Gina)
- «Hagamos el amor» (J.A. Labra)
- «Tú eres mi amor» («Got to be there»). (Elliot Willensky, Adapt. al español: A. Tessa/J.A. Labra)
- «Cielito lindo» (Quirino Mendoza y Cortés)
- «Eternamente tú» (J.A. Labra)

### Mis mejores éxitos(1993) (RCA/Bertelsmann Music Group BMG)
Es el primer álbum en formato CD con 14 éxitos, donde se hace un recopilatorio de los mejores temas de los tres anteriores álbumes. Escogiendo 4 temas del álbum "Juan Antonio Labra" (1986), 7 temas del álbum "Soy Latino" (1989), 4 temas del álbum "América Morena" (1990).
- «Paran pan pan» (De Karlo)
- «Te quiero» (J.A. Labra)
- «A bailar la salsa» (J.A. Labra)
- «De aquí a la eternidad» (J.A. Labra)
- «Ay, cosita linda!» (Pacho Galan)
- «Niña» (J.A. Labra)
- «Joven» (J.A. Labra)
- «Mueve mueve» (J.A. Labra)
- «Identidad» (Juan Carlos Gil/J. Salazar)
- «Soy latino» (J.A. Labra/Gina)
- «Me enamoré de una soprano» (J.A. Labra)
- «América morena» (J.A. Labra/Gina)
- «Quiero volver a ti» (J.A. Labra)
- «Ven a mis brazos» (F. Navas)

### Cumbias de Amor(1994) (LMC)
- Te desafío
- Niña
- Una noche para amar
- Olvidarte nunca
- Óyeme
- Infiel
- Bailarina
- Identidad
- Te hago el amor
- Cómo quisiera decirte

### Nativo(1996) (Independiente)
De este álbum, destacaron especialmente los temas "Bella" y "Mamá", este último dedicado a su madre que había fallecido hace poco tiempo.
- Mamá
- Por tu amor
- Vuelve
- Bella
- Ámame
- Áfricalatina
- Nativo
- Rapanui, te quiero
- Canto de amor
- Menea

### Un cuarto de siglo creando Música(2005) (Independiente)
Este álbum marca el regreso de Juan Antonio Labra, destacando especialmente el tema "Inocencia Perdida", que fue creado para este álbum. 
- Inocencia perdida
- Niña
- Te quiero
- De aquí a la eternidad
- Mamá
- Me enamoré de una soprano
- Quiero volver a ti
- Volverás a sonreír
- Vuelve
- Joven
- Mueve mueve
- Soy latino
- Linda chiquita
- Nativo
- Bailarina me haces mal
- Bella
- A bailar la salsa
- Por tu amor
- Déjame
- Menea
- Àfricalatina
- Cuando vienes

### He llegado(2010)
- «Préndelo» (featuring Esencia Maestra).
- «Mueve, mueve»
- «Paran pan pan»
- «¡Ay, cosita linda!»
- «Te quiero»
- «Inocencia perdida»
- «Niña» (featuring Rigeo).
- «Just the way you are» [en vivo]
- «Niña» [versión original]
- «Ay, cosita linda!» [versión extendida]
- «He llegado» [mix]